# Betlhem Desalegn
Betlhem Desalegn Belayneh (arabisch بتلهم بلينه, * 13. November 1991 in Addis Abeba) ist eine Mittel- und Langstreckenläuferin aus Äthiopien, die seit 2010 für die Vereinigten Arabischen Emirate an den Start geht.

## Sportliche Laufbahn
Erste internationale Erfahrungen sammelte Betlhem Desalegn im Jahr 2010, als sie bei den Arabischen Juniorenmeisterschaften in Kairo in 4:24,26 min die Silbermedaille im 1500-Meter-Lauf gewann. Anschließend nahm sie dann erstmals an den Asienspielen in Guangzhou teil und belegte dort in 4:19,99 min den achten Platz über 1500 Meter, während sie im 800-Meter-Lauf mit 2:10,80 min im Vorlauf ausschied. Bei den Crosslauf-Weltmeisterschaften 2011 in Punta Umbría erreichte sie nach 27:44 min Rang 61. Daraufhin klassierte sie sich bei den Asienmeisterschaften in Kōbe mit 4:24,38 min bzw. 16:04,98 min über 1500 und 5000 Meter jeweils auf dem fünften Platz. Anschließend gewann sie bei den Panarabischen Spielen in Doha mit 16:12,71 min die Silbermedaille im 5000-Meter-Lauf hinter ihrer Landsfrau Alia Saeed Mohammed und über 1500 Meter sicherte sie sich in 4:21,50 min die Bronzemedaille hinter der Bahrainerin Genzeb Shumi und Siham Hilali aus Marokko. Im Jahr darauf gewann sie bei den Hallenasienmeisterschaften in Hangzhou in 4:16,97 min die Silbermedaille über 1500 Meter hinter der Bahrainerin Genzeb Shumi und stellte damit auch einen neuen Hallenrekord auf; Auch im 3000-Meter-Lauf gewann sie mit neuem Hallenrekord von 8:53,56 min die Silbermedaille hinter der Bahrainerin Shitaye Eshete. Damit qualifizierte sie sich über 3000 Meter für die Hallenweltmeisterschaften in Istanbul, bei den sie bei sie aber mit 9:12,63 min im Vorlauf ausschied. Über 1500 Meter nahm sie im Sommer an den Olympischen Spielen in London teil, scheiterte dort aber mit 4:14,07 min in der ersten Runde aus.
2013 siegte sie bei den Arabischen Meisterschaften in Doha mit neuem Meisterschaften von 15:48,59 min über 5000 Meter und gewann über 1500 Meter in 4:55,23 min die Bronzemedaille hinter der Marokkanerin Rababe Arafi und Mimi Belete aus Bahrain. Anschließend siegte sie bei den Asienmeisterschaften im indischen Pune in 4:13,37 min über 1500 Meter sowie in 15:12,84 min auch im 5000-Meter-Lauf. Damit qualifizierte sie sich über beide Distanzen für die Weltmeisterschaften in Moskau, bei denen sie mit 4:!2,97 min bzw. 16:13,27 min jeweils im Vorlauf ausschied. Daraufhin gewann sie bei den Islamic Solidarity Games in Palembang in 16:16,84 min die Silbermedaille über 5000 Meter hinter der Bahrainerin Maryam Yusuf Jamal und sicherte sich über die kürzere Distanz in 4:20,09 min die Bronzemedaille hinter den Marokkanerinnen Rababe Arafi und Siham Hilali. 2014 gewann sie bei den Hallenasienmeisterschaften in Hangzhou in 4:19,83 min die Silbermedaille über 1500 Meter hinter der Bahrainerin Yusuf Jamal und auch über 3000 Meter musste sie sich mit 8:53,56 min Yusuf Jamal geschlagen geben, stellte aber einen neuen Hallenrekord auf. Anschließend startete sie bei den Hallenweltmeisterschaften sowie bei den Asienspielen, jedoch wurden ihre Resultate wegen Unregelmäßigkeiten ihres biologischen Passes im Jahr 2017 annulliert, wie auch ihre Ergebnisse bei den Asienmeisterschaften und den Arabischen Meisterschaften 2015. In diesem Jahr nahm sie dann aber an den Weltmeisterschaften in Peking teil und schied dort über 1500 Meter mit 4:17,92 min im Halbfinale aus und schied über 5000 Meter mit 15:48,52 min in der Vorrunde aus. 2016 gewann sie ursprünglich bei den Hallenasienmeisterschaften in Doha zwei Goldmedaillen, welche ihr aber ebenfalls im Nachhinein aberkannt werden und nahm dann auch an den Hallenweltmeisterschaften teil und qualifizierte sich auch erneut für die Olympischen Spiele, bei denen sie aber schon nicht mehr an den Start ging. Zusätzlich zur Streichung ihrer Resultate im Jahr 2017 wurde sie auch für zwei Jahre gesperrt.

## Persönliche Bestleistungen
- 800 Meter: 2:06,81 min, 5. August 2013 in Sollentuna (Emiratischer Rekord)
- 1000 Meter: 2:47,38 min, 22. Mai 2010 in Singapur
- 1500 Meter: 4:05,13 min, 10. Mai 2013 in Doha (Emiratischer Rekord)
  - 1500 Meter (Halle): 4:08,79 min, 6. Februar 2014 in Stockholm (Emiratischer Rekord)
  - 3000 Meter (Halle): 8:46,54 min, 16. Februar 2014 in Hangzhou (Emiratischer Rekord)
- 5000 Meter: 15:15,84 min, 7. Juli 2013 in Pune